# Place Constantin Meunier

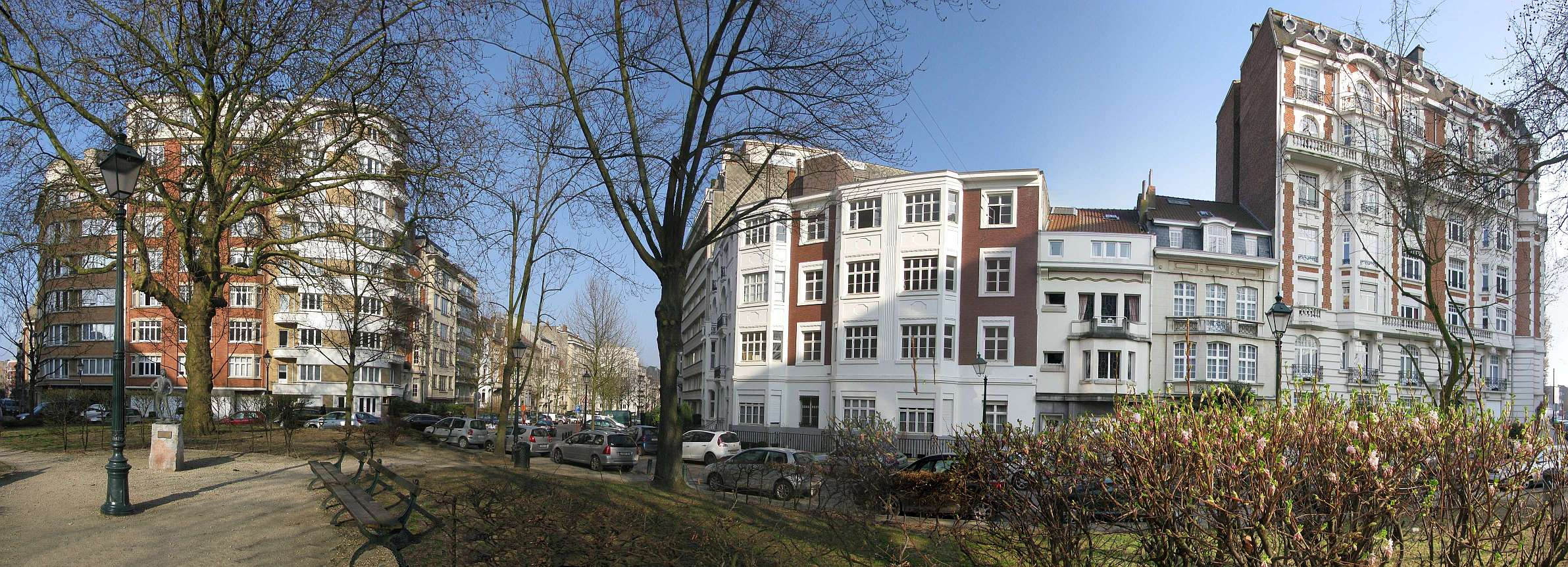
Forest, Place Constantin Meunier.

La place Constantin Meunier (en néerlandais : Constantin Meunierplein) est une place bruxelloise de la commune de Forest, située sur l'avenue Molière.
La rue Rodenbach et la rue de la Mutualité y aboutissent également.
Cette place porte le nom du peintre et sculpteur bruxellois Constantin Meunier, né à Etterbeek le 12 avril 1831 et décédé à Ixelles le 4 avril 1905.